# 王卫平 (广电总局)
王卫平（?-?），中國国家广播电影电视总局电视剧管理司副司长（約2004年-約2013年），是當時電視劇政策經常被採訪的官員。卸任後就任中国广播影视出版社社长兼总编辑、广电影视联盟理事长（?-2019年）。主編《中国电视剧60年大系》9卷。